# Lijst van oorlogsmonumenten in Nieuwkoop
De Nederlandse gemeente Nieuwkoop heeft negen oorlogsmonumenten. Hieronder een overzicht.
| Nr.  | Object                                                      | Herdachte groep | Ontwerper      | Onthulling      | Type                | Locatie                                                    | Plaats    | Coördinaten                   | Foto                                                        |
| ---- | ----------------------------------------------------------- | --- | -------------- | --------------- | ------------------- | ---------------------------------------------------------- | --------- | ----------------------------- | ----------------------------------------------------------- |
| 682  | Oorlogsmonument                                             | |                |                 | kruis met plaquette | Teylersplein, 2441 LE                                      | Nieuwveen | 52° 11' 27" NB, 4° 45' 34" OL | Oorlogsmonument                                             |
| 1366 | Oorlogsmonument                                             | militairen in dienst van het Ned. Kon. na 1945, militairen in dienst van het Ned. Kon. 1940-1945, burgerslachtoffers, vervolgden Nederland, verzet Nederland | Nico Onkenhout | 4 mei 1950      | plaquette           | Aardamseweg 4, 2461 CC                                     | Ter Aar   | 52° 10' 15" NB, 4° 41' 57" OL | Oorlogsmonument                                             |
| 1959 | Anonieme Slachtoffers                                       | allen | Els van Foeken | 1 december 1994 | beeld/sculptuur     | Achterweg en Roerdomplaan, 2421 EB                         | Nieuwkoop | 52° 9' 4" NB, 4° 46' 40" OL   | Meer afbeeldingen                                           |
| 3034 | Indië-monument                                              | militairen in dienst van het Ned. Kon. na 1945 |                | 28 oktober 2002 | gedenksteen         | Dorpsstraat 28, 2421 BG                                    | Nieuwkoop | 52° 8' 56" NB, 4° 46' 37" OL  | Indië-monument                                              |
|      | Nederlands grafmonument van Simon (Siem) van Capel          | militairen in dienst van het Ned. Kon. 1940-1945 |                |                 | graf                | begraafplaats H. Martinuskerk, Simon van Capelweg, 2413 AH | Noorden   | 52° 9' 50" NB, 4° 49' 31" OL  | Nederlands grafmonument van Simon (Siem) van Capel          |
|      | Gedenksteen voor slachtoffer WO II, 1940 - 1945             | algemeen |                |                 | plaquette           | Hooghe Huys Reghthuysplein,, 2421 BE                       | Nieuwkoop | 52° 9' 1" NB, 4° 46' 47" OL   | Gedenksteen voor slachtoffer WO II, 1940 - 1945             |
|      | Nederlands grafmonument van Simon en Gerrit Schellingerhout | burgerslachtofers |                |                 | graf                | Gemeentelijke Begraafplaats, Reghthuysplein                | Nieuwkoop | 52° 8' 58" NB, 4° 46' 49" OL  | Nederlands grafmonument van Simon en Gerrit Schellingerhout |
|      | Gedenkteken gecrashte Fokker voor piloot Koos Roos          | geen |                | 11 mei 2024     | gedenkteken         | Nieuwveenseweg nabij 101                                   | Nieuwkoop | 52° 10' 13" NB, 4° 46' 24" OL |                                                             |
|      | Stolpersteine                                               | vervolgden Nederland | Gunter Demnig  |                 | plaquette           | Zie Stolpersteine in Nieuwkoop                             | Nieuwveen |                               |                                                             |

Alblasserdam ·
Albrandswaard ·
Alphen aan den Rijn ·
Barendrecht ·
Bodegraven-Reeuwijk ·
Capelle aan den IJssel ·
Delft ·
Den Haag ·
Dordrecht ·
Goeree-Overflakkee ·
Gorinchem ·
Gouda ·
Hardinxveld-Giessendam ·
Hendrik-Ido-Ambacht ·
Hillegom ·
Hoeksche Waard ·
Kaag en Braassem ·
Katwijk ·
Krimpen aan den IJssel ·
Krimpenerwaard ·
Lansingerland ·
Leiden ·
Leiderdorp ·
Leidschendam-Voorburg ·
Lisse ·
Maassluis ·
Midden-Delfland ·
Molenlanden ·
Nieuwkoop ·
Nissewaard ·
Noordwijk ·
Oegstgeest ·
Papendrecht ·
Pijnacker-Nootdorp ·
Ridderkerk ·
Rijswijk ·
Rotterdam ·
Schiedam ·
Sliedrecht ·
Teylingen ·
Vlaardingen ·
Voorne aan Zee ·
Voorschoten ·
Waddinxveen ·
Wassenaar ·
Westland ·
Zoetermeer ·
Zoeterwoude ·
Zuidplas ·
Zwijndrecht